# Prenanthes stenolimba
Prenanthes stenolimba là một loài thực vật có hoa trong họ Cúc. Loài này được Steenis miêu tả khoa học đầu tiên năm 1933.